# Norcatur (Kansas)
Norcatur es una ciudad ubicada en el condado de Decatur en el estado estadounidense de Kansas. En el año 2010 tenía una población de 151 habitantes y una densidad poblacional de 82 personas por km².

## Geografía
Norcatur se encuentra ubicada en las coordenadas 39°50′11″N 100°11′18″O / 39.83639, -100.18833 (39.836514, -100.188402).

## Demografía
Según la Oficina del Censo en 2000 los ingresos medios por hogar en la localidad eran de $24,750 y los ingresos medios por familia eran $29,792. Los hombres tenían unos ingresos medios de $23,125 frente a los $16,250 para las mujeres. La renta per cápita para la localidad era de $14,028. Alrededor del 12.4% de la población estaban por debajo del umbral de pobreza.